# Kumakōgen (Ehime)
El Pueblo de Kumakogen (久万高原町 Kumakōgen-chō?) es un pueblo de la Región de Chuyo de la Prefectura de Ehime. Es el resultado de la fusión del Pueblo de Kuma, y las villas de Mikawa, Omogo y Yanadani, todas pertenecientes al Distrito de Kamiukena de la Prefectura de Ehime.

## Localización
Desde la Ciudad de Matsuyama se accede a través del Paso de Misaka en sentido sur. 
Limita con las ciudades de Matsuyama, Seiyo, Toon y Saijo; los pueblos de Tobe del Distrito de Iyo y Uchiko del Distrito de Kita (todos en la Prefectura de Ehime). Además limita con los siguientes pueblos de la Prefectura de Kochi: Ino (いの町 Ino-chō?) y Niyodogawa (仁淀川町 Niyodogawa-chō?), ambos del Distrito de Agawa (吾川郡 Agawa-gun?); y los pueblos de Tsuno (津野町 Tsuno-chō?) y Yusuhara (檮原町 Yusuhara-chō?), ambos del Distrito de Takaoka (高岡郡 Takaoka-gun?).

## Características
De los shi-cho-son (市町村 shi-chō-son?) de la Prefectura de Ehime es la de mayor superficie.
Está separado de la Ciudad de Matsuyama por el Paso de Misaka, de la Ciudad de Toon por la Cordillera de Saragamine (皿ケ峰連峰 Saragamine-renpō?), y de la Ciudad de Saijo por la Cordillera de Ishizuchi (石鎚連山 Ishizuchi-renzan?). Hacia el oeste una zona montañosa la separan de los pueblos de Tobe y Uchiko. Hacia el sur y este limita con la Prefectura de Kochi.
En su límite con la Ciudad de Saijo se encuentra el monte Ishizuchi, el monte más alto de Japón Occidental (西日本 Nishi-Nihon?). Allí además, es donde nace el Río Niyodo (仁淀川 Niyodo-gawa?) (uno de los principales ríos de la Región de Shikoku junto al Río Yoshino y al Río Shimanto) que en su trayecto por el pueblo es conocido como Río Omogo.
El pueblo corresponde a la zona del curso superior del Río Niyodo y la mayor parte de su territorio está cubierto de montes. Los núcleos poblacionales se encuentran mayoritariamente a lo largo de los valles, y en el distrito de Kuma se extiende una amplia meseta, siendo el centro del pueblo.

## Clima
Por tratarse de una zona de meseta, a pesar de estar dentro de la Región de Shikoku, su clima es bastante frío. Aprovechando estas condiciones, el pueblo está promoviendo el cultivo de verduras como el tomate y frutas como la manzana, además de complejos para el hospedaje de deportistas (especialmente rugbiers). Durante el invierno puede producirse acumulación de nieve y congelamiento de las rutas en los tramos con sombra. Las condiciones climáticas pueden variar significativamente debido a la abundancia de montañas, y las precipitaciones son abundantes.

## Origen del nombre
Desde el Período Muromachi la región del curso superior del Río Niyodo, en parte ocupada por el Pueblo de Kumakogen, fue conocida como Kuma (久万 Kuma?). También se utilizaban denominaciones como Kumayama (久万山 Kuma-yama?) o Kumago (久万郷 Kuma-gō?). 
Se acepta que el término "kuma" en sí mismo, hace referencia a terrenos de alta montaña o entre montañas. 
Al momento de la creación del nuevo pueblo como resultado de una fusión, se agregó a "Kuma" el término "kogen" (高原 kōgen?), que significa "meseta", dando origen al nombre de Pueblo de Kumakogen (久万高原町 Kumakōgen-chō?).

## Historia
- 2004
  - 1° de agosto, se crea por la fusión del Pueblo de Kuma y las villas de Mikawa, Omogo y Yanadani, todas pertenecientes al Distrito de Kamiukena.

## Gobierno
- Administrador Provisional Hisayuki Kinoshita (木下久敬 Kinoshita Hisayuki?), quien fuera la máxima autoridad del Pueblo hasta las elecciones del 12 de septiembre de 2004 en el que se elegiría al primer Chocho (町長 chōchō?).

- Chocho
  - 1° Chocho: Toshikiyo Tamamizu (玉水寿清 Tamamizu Toshikiyo?)

- Ayuntamiento
  - Sede Central　(Ex Sede del Ayuntamiento del Pueblo de Kuma)
  - Dependencias
    - Mikawa (Ex Sede del Ayuntamiento de la Villa de Mikawa)
    - Omogo (Ex Sede del Ayuntamiento de la Villa de Omogo)
    - Yanadani (Ex Sede del Ayuntamiento de la Villa de Yanadani)

## Relación con otras localidades
Las cinco localidades que conformaban el Distrito de Kamiukena ya tenían experiencia en el tema de la administración conjunta y existía cierta unidad como región.
En este contexto el Pueblo de Oda (ubicado al suroeste del Distrito), al ser la única cuyo río principal era el Río Oda (小田川 Oda-gawa?), afluente del Río Hiji (肱川 Hiji-kawa?); y a que el mejoramiento de la Ruta Nacional 380 en la zona del Paso de Mayumi (真弓峠 Mayumi-tōge?) no se había llevado a cabo, constituyendo un obstáculo para el tránsito hacia el Pueblo de Kuma, decidió finalmente fusionarse con los pueblos de Uchiko e Ikazaki. Como consecuencia de ello, las conversaciones en vistas a una fusión se llevaron a cabo entre las demás.
La ubicación de la Sede Central del Ayuntamiento fue establecida en lo que fue el Ayuntamiento del Pueblo de Kuma, no hubo mucha discusión al respecto, ya que se trataba de la localidad con mayor número de habitantes (muy por encima de las otras), su ubicación en la zona central, la existencia de un Cuartel de Policía y a que en ella había muchas dependencias de la Prefectura.
En cuanto a la denominación el tema no fue tan simple, en un principio se había decidido que sería Pueblo de Kogen (高原町 Kōgen-chō?), pero hubo objeciones, principalmente del Pueblo de Kuma. Como consecuencia de ello, las otras tres villas accedieron a la petición y nuevo debate de por medio, se decidió anteponer Kuma (久万?) para que la denominación sea Pueblo de Kumakogen (久万高原町 Kumakōgen-chō?). El término Kumakogen (久万高原 Kumakōgen?) fue utilizado por el ya extinto Pueblo de Kuma para promocionar el turismo y fue seleccionado además, por dar una mejor imagen y porque sonaba mejor.

## Dependencias gubernamentales

### Prefecturales
- Centro de Pruebas Agrícolas de Ehime 
  - Campo de Pruebas Kuma
- Dependencia Regional Matsuyama de Ehime
  - Oficina Administrativa Kumakogen para la Actividad Forestal
- Centro Técnico de Silvicultura de Ehime

### Locales
- Ayuntamiento del Pueblo de Kumakogen
  - Dependencia Mikawa
  - Dependencia Yanadani
  - Dependencia Omogo
- Cuartel Central de Policía de Kumakogen
- Departamento de bomberos de Kumakogen
- Hospital local de Kumakogen
  - Centro de salud de Kuma
  - Centro de salud de Mikawa
  - Centro de salud de Yanadani
- Casa Ecológica de la Juventud de Omogo
- Campo de rugby
- Museo de Montaña Omogo
- Biblioteca pública de Kumakogen
- Parque de peportes de Kuma
- Observatorio astronómico de Kumakogen
- Museo de Arte Kuma de Kumakogen

## Accesos

### Autobuses
Hay servicios que la comunican con la Ciudad de Matsuyama, principalmente de Autobuses JR Shikoku (JR四国バス JR Shikoku Basu?) y, con menor frecuencia, servicios de autobuses de Ferrocarril Iyo.

### Rutas
La principal ruta de acceso es la Ruta Nacional 33, que la comunica con las ciudades de Matsuyama y Kochi. También es atravesada por las rutas nacionales 380, 440, y 494.

## Actividades económicas

### Actividad forestal
Es una zona rica en recursos forestales, pero la competencia con las importaciones y la consiguiente baja de los precios incide negativamente. Se ha constituido una empresa de servicios denominada "Ibuki" (いぶき?), siendo pionera para la región y reactivadora de la actividad.

### Actividad fruti-hortícola
Se cultivan verduras y otros tipos de cultivos, aprovechando el clima de la meseta y su cercanía a la Ciudad de Matsuyama. Los principales cultivos son de tomate, maíz, ají y manzana.
El pueblo pertenece a la Cooperativa Agrícola de la Ciudad de Matsuyama (松山市農業協同組合 Matsuyama-shi Nōgyō Kyōdōkumi'ai?).

### Actividad turística
El Valle de Omogo (面河渓 Omogo-kei?), el monte Ishizuchi, Mimido (御三戸?), Karst de Shikoku (四国カルスト Shikoku-karst?) son destinos predilectos, para disfrutar del  verde de la primavera, de la frescura del verano y de los colores del otoño. También cuenta con huertas turísticas (観光農園 Kankō-nōen?), campo de rugby, y varios hospedajes públicos.